# Fürstenbergische Kunststraße
Die Fürstenbergische Kunststraße ist ein Straßenbauprojekt, das 1838–1842 zwischen Mülheim am Rhein und Bergisch Gladbach umgesetzt wurde. Initiator, Finanzier und Bauherr war Franz Egon von Fürstenberg-Stammheim.
Kunststraße (eingedeutscht von frz. „chaussee“) ist im 18. und 19. Jahrhundert ein feststehender Begriff für eine befestigte und meist mautpflichtige Straße, für deren Gestalt und Ausführung es in Preußen feste Regeln gab. Allgemein wurde dieser Straßentyp auch als „Provinzialstraße“ bezeichnet.

## Geschichte
Von 1839 bis 1842 ließ der auf Schloss Stammheim am Rhein ansässige westfälische Adelige Franz Egon Graf von Fürstenberg-Stammheim zwischen Mülheim und Bergisch Gladbach eine Chaussee anlegen. Damit schuf er für die Gladbacher Papierindustrie einen direkten Weg zum Rhein. Im Jahr 1868 wurde parallel dazu eine Eisenbahnstrecke angelegt. Ende der 1840er Jahre wurde die Straße durch das Strundetal über Herrenstrunden und über Spitze nach Wipperfürth verlängert. Sie löste damit die heute sogenannte Alte Wipperfürther Straße (B506) zwischen Deutz und der alten bergischen Handelsstadt Wipperfürth ab, die zwischen Hagedorn (östlich von Holweide) und Dellbrück die Fürstenbergische Chaussee kreuzte. 1906 wurde die ebenfalls ursprünglich bis Bergisch Gladbach durchlaufende Elektrische Kleinbahn der Stadt Köln eröffnet.
Der Graf von Fürstenberg-Stammheim war bis mindestens in die 1850er Jahre berechtigt, Wegezoll zu erheben; bis ins frühe 20. Jahrhundert verpachtete der Staat diese Einnahmen jährlich. Hebestelle war unter anderem die „Alte Dellbrück“, die heutige „Alte Post“ am Abzweig nach Paffrath. Mit Fertigstellung der Straße wurden auch ein Postdienst aufgenommen und in Bergisch Gladbach ein Postamt eingerichtet. Das Gasthaus „Alte Dellbrück“ diente als Posthalterei.

## Beschreibung
Die Fürstenbergische Kunststraße wurde zwischen Mülheim und Bergisch Gladbach auf einer weitgehend neuen Trasse angelegt, die am heutigen Wiener Platz in Mülheim begann und hinter Gronau in die Bergisch Gladbacher Hauptstraße überging.
Die Straße wurde Ende der 1840er Jahre durch das bis dahin wegen Unwegsamkeit gemiedene Strundetal verlängert und zerschnitt dabei unter anderem die Anlage von Burg Zweiffel. Als Kürtener Straße steigt sie nach Spitze und Dürscheid auf und führt dann weiter nach Wipperfürth.

## Lage
Die ursprüngliche Trasse der Straße trägt von West nach Ost heute die Namen Eulenbergstraße (Mülheim), Bergisch Gladbacher Straße (Mülheim–Thielenbruch), Mülheimer Straße (Thielenbruch–Bergisch Gladbach-Gronau), Hauptstraße (Bergisch Gladbach).